# 威克森林
威克森林（英語：Wake Forest）是美國北卡羅萊納州韋克縣的一座城市，面積50.95平方公里。2020年美國人口普查威克森林共有47,601人。威克森林大學校區原本位在威克森林，在1956年時遷至溫斯頓-撒冷。